# Yongding Men Gongyuan
Yongding Men Gongyuan (kinesiska: 永定门公园) är en park i Kina. Den ligger i storstadsområdet Peking, i den norra delen av landet, i huvudstaden Peking.
Runt Yongding Men Gongyuan är det tätbefolkat, med 849 invånare per kvadratkilometer. Närmaste större samhälle är Peking, 3,6 km norr om Yongding Men Gongyuan. Runt Yongding Men Gongyuan är det i huvudsak tätbebyggt.
Genomsnittlig årsnederbörd är 694 millimeter. Den regnigaste månaden är juli, med i genomsnitt 226 mm nederbörd, och den torraste är januari, med 2 mm nederbörd.